# Grupo Opaia SA
Grupo Opaia SA is een holding opererend onder het Angolese recht, gezeteld in Luanda, de hoofdstad van Angola. Het beheert projecten en diensten in hoog- en laagbouw, techniek op het gebied van zonne-energie, systemen van drinkwater, hotelwezen en toerisme, landbouw, financiën en meer. Het werd opgericht door de Angolees Agostinho Kapaia, uit Huambo, in 2002. Vanaf het jaar 2012 begon de holding actief te zijn op nationale schaal met het plan om elke provincie te voorzien met haar werken en diensten. De meerderheid van haar ondernemingen bevindt zich in de beginfase, maar de bedrijven Greenpower en NBASIT en de projecten Meña van Opaia Water en Casa Feliz van Opaia Constructie trokken al grote aandacht. Met het oog op onder meer inkoop, investeringen en internationale kennis heeft de holding kantoren over de grenzen; in Lissabon (Portugal), São Paulo (Brazilië), Guangzhou (China) en Miami (Verenigde Staten). Het hoofdkantoor staat in de hoofdstad Luanda.
Het bedrijf is verdeeld in vier afdelingen: Opaia Produção, Opaia Imobiliária, Opaia Investimento en Opaia Serviços. Deze bestaan ook uit verschillende bedrijven, secties of eenheden. In oktober 2012 was de omzet nog niet bekendgemaakt, de investeringen in de eerste helft van 2012 bedroegen 20 miljoen dollar. De holding was medeoprichter van de Groep van Bedrijfsleiders Angola (Grupo de Líderes Empresarias, LIDE) die officieel werd gelanceerd in december 2011. Bedrijven moeten een omzet van minstens 50 miljoen dollar maken om lid te kunnen worden van deze organisatie. De Groep heeft ook verschillende deelgenootschappen met de regering, die het project Angola Investe was begonnen welk een steun werd voor enkele bedrijven van de Groep in 2012.
De activiteiten van de holding geven aan dat het de duurzaamheid en de sociale ontwikkeling van Angolezen belangrijke doelstellingen zijn, naast de financiële doelen, door investeringen in projecten die de Angolese economie in beweging zetten en die kansen bieden aan bevolkingen met weinig financiering. Het team is in dit opzicht idealistisch in het willen deelnemen en bijdragen aan ontwikkeling, groei en de nationale reconstructie van Angola. In anticipatie op de Effectenbeurs die al een tijd gepland staat in Angola, zei Agostinho Kapaia in een interview in juni 2012: ‘Wij willen als een van de eerste Angolese bedrijven op de beurs genoteerd staan’.

## Opaia Produção (Productie)
Opaia Productie had haar aanvang in 2012 en wordt opgemaakt uit de secties Opaia Energia (Energie), Opaia Ambiente (Milieu) e Opaia Engenharia (Techniek), die ook zijn opgemaakt uit verschillende eenheden.

### Opaia Energia (Energie)
Het bedrijf Opaia Energie wil diensten verzorgen op het gebied van aardolie, via de service ‘Oil e Gas Consulting e Manutenção’ (Aardolie en Gas Consultatie en Onderhoud). Hiervoor is het bedrijf op zoek naar samenwerkingen met andere bedrijven.

### Opaia Ambiente (Milieu)
Opaia Milieu bestaat uit drie delen, namelijk Greenpower, Opaia Águas (Water) en Opaia Resíduos (Afval).

### Greenpower
Greenpower, geleid door de directeur-generaal Carlos Igrejas, is een onderneming voor duurzame energie, in dit geval Energie via Zonnecellen en Thermische Zonne-energie. Het is gelokaliseerd in Viana Park in Luanda met een showroom, winkel en een assemblagelijn van Kits. De twee handelsgebieden zijn de distributie van uitrusting en de realisatie van de projecten ‘chave-na-mão’ (‘sleutel-in-de-hand’), die de ontwikkeling, implementatie en het onderhoud van systemen inhoud. Greenpower wil zonnecelsystemen installeren voor verlichting van scholen, ziekenhuizen, politieposten, bestuursorganen en openbare wegen, verder ook voor de voorziening van water voor irrigatie in de landbouw en door de plaatsing van panelen voor de verwarming van water. De doelgroep is de plattelandsbevolking. De installaties van het bedrijf werden officieel geopend in mei 2012 in de aanwezigheid van de staatssecretaris van Energie, Joaquim Ventura. De aanvankelijke investering was zes miljoen Amerikaanse dollars. Volgens Carlos Igrejas verwachtte het bedrijf een omzet te maken van $ 11,5 miljoen en 50 directe en 70 indirecte arbeidsplaatsen te creëren, door middel van de verscheidene voorziene projecten die opgezet worden in de 18 provincies van Angola. De fabriek zou gaan rekenen op een eerste werkkracht van 30 personen. De onderneming was bezig met enkele voorbeeldprojecten in de provincies Namibe en Kwanza-Norte, in een project dat werd gesubsidieerd door de regering. De bestuurder van deze groep, Carlos Rola, maakte bekend dat, afhankelijk van de benodigdheden van de klanten, de gemonteerde zonnepanelen 1.000 tot 40.000 dollar zouden gaan kosten. Greenpower had in die periode al een contract met het provinciale bestuur van Luanda om minstens 500 plaatsen van elektrische energie in zeven wijken te installeren.
Het plan lijkt logisch in een land met een van de hoogste aantallen van uren van zon, en het kan de noodzakelijkheid van generatoren en het gebruik van olie verminderen. Terwijl de technologie is geïmporteerd uit landen zoals China, Duitsland en de Verenigde Staten, wordt de montage, opleiding en het onderhoud van materiaal in Angola gedaan.
De president van de holding Agostinho Kapaia bevestigde dat een van de hoofddoelen van de opzet van dit bedrijf de hulp in de strijd tegen armoede en de ontwikkeling van het land is. Hij verklaarde tijdens de opening: ‘Slechts de landen die erin slagen om economische groei met sociale ontwikkeling te combineren kunnen zichzelf beschouwen als landen met ogen naar de toekomst en Angola is zeker een van die landen, daarom streeft Greenpower naar het leiden van deze verandering in de energiewereld’. De staatssecretaris van Energie, Joaquim Ventura, beschouwde het bedrijf als een partner van de regering in de opzet van haar energie-projecten, vooral op het platteland. In de afgelegen gebieden of in steden zoals Luanda bestaan nog steeds enorme uitdagingen in de voorziening van elektrische energie. Tot 2012 was Angola op het gebied van duurzame energie afhankelijk van bedrijven gestationeerd in het buitenland en de technische capaciteit en uitvoerende projecten moesten geïmporteerd worden.

### Opaia Águas (Water)
De tweede eenheid van Opaia Milieu is Opaia Water, aan de pers geïntroduceerd in april 2012 met het eerste project. Het regelt het beheer van watersystemen bestaande uit bevoorrading en behandeling. In de behandeling onderscheidt zich het project ‘Meña’, dat is ontworpen om zuiver drinkwater te brengen naar kleine dorpjes van 500 tot 2.000 inwoners met een tekort aan drinkwater, tot de meest afgelegen plekken van het land. De verantwoordelijke voor de technische coördinatie van dit project is Hélder Alves. Meña is een systeem dat automatisch werkt op zonne-energie, maar ook functioneert met een generator of batterij. Afhankelijk van de regio kan het water van rivieren, meren en moerassen reinigen, inclusief brak water. Het bevat membranen voor ultra-filtratie waardoor het water vloeit om zo al behandeld te worden en klaar te zijn voor menselijke consumptie. Zo is het zand gebruikt op de conventionele manier niet nodig net zomin als een ander product nodig is om te desinfecteren. Dit proces verwijdert alle organische materialen, virussen en bacteriën al.
De initiële investering van Meña was 700 duizend dollar en de eerste provincies die er gebaat bij waren, waren Kwanza-Norte en Namibe. De aankoopwaarde van een eenheid varieert van 50 duizend tot 120 duizend dollar, waarbij het kleinste model een capaciteit heeft om tweeduizend liter water per uur te produceren. De kosten per hoofd van een bevolking worden geschat op 40 tot 50 dollar. Hélder Alves legde uit dat het ging om een project gemaakt voor de Angolese realiteit, met een analyse van de plek van de winning, studies over de kwaliteit van het water en dat ze de gesteldheden aanpasten aan de noodzakelijkheden van de bevolkingen. Het bedrijf rekruteerde en leidde lokale technici op om de werking van de installaties te onderhouden. Bovendien is het opgenomen in het regeringsprogramma van Armoedebestrijding voor bevordering van de economische en sociale duurzame ontwikkeling, volgens de verantwoordelijken. ‘Het gaat betere voedselveiligheid garanderen en de voorvallen van overdraagbare ziekten door besmette wateren verminderen’, aldus de president van de Groep.
Het is ook aangewezen voor militaire of humanitaire operaties. De provinciale overheden lijken de natuurlijke klanten te zijn van het project. Via de aanwezigheid van Grupo Opaia in Brazilië probeerde het bedrijf de diensten van Meña al te verkopen in het noordoosten van dat land. De naam ‘Meña’ is een vertaling van ‘water’ in kimbundu, een van de nationale talen van Angola. Het heeft een terminologie die niet gebruikt wordt in de Angolese schrijfwijze, maar dat wordt gerechtvaardigd doordat het een merk is vanuit artistiek oogpunt.

### Opaia Resíduos (Afval)
Opaia Ambiente heeft tot slot ook een onderdeel Opaia Resíduos genoemd dat zich wilde concentreren op de hoofdstad Luanda, volgens de brochure van de Groep via internet verkrijgbaar. De opzet is om deel te nemen in het beheer van de verzameling van vast afval in de steden en voorsteden en ook in de stedelijke en voorstedelijke schoonmaak en in zijn behandeling ten opzichte van het milieu, met de bedoeling om dat te doen van de verzameling tot de behandeling door middel van sanitaire stortplaatsen of tot verrassingsplaatsen. Het is een gebied van toekomstige uitbreiding, werd verklaard in de zomer van 2012: ‘Wij zijn in onderhandelingen met drie provincies over de constructie van zandophogingen voor ziekenhuisafval.’

### Opaia Engenharia (Techniek)
De derde en laatste sectie van Opaia Produção is Opaia Techniek. Het heeft vier eenheden of bedrijven, namelijk: Openip – Fiscalização (Inspectie), Opaia Clima (Klimaat), Opaia Construção (Constructie) en Opaia Manutenção Imobiliária (Onderhoud Onroerend Goed).

### Openip – Fiscalização (Inspectie)
Dit bedrijf doet de inspectie als aanvulling op offertes of begeleiding van openbare- en privéwerken die bedrijven aanbieden. Voorbeelden zijn de coördinatie en het beheer van projecten, raadpleging in techniek en de ontsmetting van grond. Dit kan de tussenkomst zijn bij hotels, toeristische infrastructuur, kantoorgebouwen tot aan kunstwerken. De eigen bedrijven van Grupo Opaia zijn mogelijke klanten.

### Opaia Clima (Klimaat)
Opaia Clima organiseert studies, analyses en implementaties van industriële systemen van airconditioning of aangedreven lucht. Het zorgt voor de montage van systemen en het onderhoud achteraf.

### Opaia Construção Civil (Constructie) – Microcenter Construções
Van Opaia Techniek was het bedrijf van hoog- en laagbouw de bekendste in de eerste jaren door het project Casa Feliz (‘Gelukkig Thuis). Opaia had gronden verkregen in Huambo en in Luanda. Ook waren er projecten goedgekeurd voor de bouw van drie condominia in de wijk Benfica en condominia in de wijk Talatona in Luanda. Dit werd gepubliceerd in een uitgebreid artikel van het Angolese blad O Exame in juni 2012, waarin ook werd verkondigd dat het project Casa Feliz in Huambo al afgerond was.

### Casa Feliz (Gelukkig Thuis)
Het succes begon in 2010 met de presentatie van het eerste project Casa Feliz, om te beantwoorden aan het ernstige probleem van behuizing in Angola. De hoofdaannemer van de bouwwerkzaamheden van het verantwoordelijke bedrijf, Microcenter Construções, was João Carlos Gomes. Het was gepland om 25 duizend huizen voor lage huur te bouwen in zeven van de 18 provincies van Angola. De woningen zijn ontworpen met een stedelijke infrastructuur, in de eerste plaats met netwerken van voorziening van drinkwater, elektriciteit en riolering. De huisjes zijn van het type T3, met 100 vierkante meter bruikbare ruimte op percelen tot 400 vierkante meters. Het bedrijf schatte dat de prijs van een huis minder dan 10 procent zou zijn van de gemiddelde gebruikelijke waarde op de markt van onroerend goed en dat ze verkocht konden worden tot een prijs van 30,47 duizend euro (40 duizend dollar). Er was ook de intentie om gemeenschappelijke infrastructuren voor vrije tijdsbesteding te bouwen, zoals speeltuinen en sportparken. Het aantal huizen per provincie was zevenduizend in Luanda, drieduizend elk in Huambo, Huíla en Cabinda, vijfduizend in Benguela en tweeduizend elk in Bié en Zaire. De meerderheid van de huizen die Microcenter ging construeren waren overgekomen met de regering, die over zou gaan tot overhandiging aan families die zich in risicogebieden bevonden of die een verhuizing nodig hadden door andere bouwwerkzaamheden.
Het project begon in januari 2010, met een geschatte duur van twee jaar, in de provincie Huambo. De eerste duizend huizen hadden een investering van vier miljoen dollar nodig. Dat hielden 60 directe en indirecte arbeidsplaatsen in, voor Angolese jongeren die in staat waren om vier voorgefabriceerde huizen op te zetten per dag. Het was gepast in het Nationale Programma van Urbanisme en Wonen (Programa Nacional de Urbanismo e Habitação), dat het doel heeft ten goede te komen aan burgers met lage en medium inkomens. Bovendien zou de geplande constructie in totaal tweeduizend werkplekken opleveren, die grotendeels ingevuld moeten worden door Angolezen, volgens de partner in de bedrijfsleiding Agostinho Kapaia in een verklaring aan de nationale pers ANGOP. De huizen kunnen verkocht worden voor een relatief lage waarde dankzij het gemaakte akkoord tussen de onderneming en de Angolese staat, die de perceelkosten zou bekostigen. Dat was welkom wanneer wordt gerealiseerd dat de huizenprijzen in 2008 nog minstens een miljoen dollar waren, terwijl de prijs in Luanda in 2012 voor een appartement T3 nog steeds meer kan zijn. Maar de prijs van 40 duizend dollar is nog steeds te veel voor de meerderheid van de bevolking en de regering probeerde dat op te lossen met de opzet van een programma voor aanmoediging van kredietverstrekking door commerciële banken met kredieten met een bonus, wat nog steeds moeilijk was te regelen.
In mei 2011 zouden er 30 residenties overhandigd worden aan het bestuur van Huambo, volgens João Carlos Gomes, verklaard in een nieuwsbericht van Angop. Het betrof een kavel op de grondreserve van Lossambo op 11 kilometer ten zuiden van de stad Huambo, onderdeel van een groter kavel van 500 woningen die gebouwd moesten worden in die plaats.

### Opaia Manutenção Imobiliária (Vastgoed Onderhoud)
Het laatste onderdeel van Techniek is Opaia Vastgoed Onderhoud. Tot november 2012 was er nog niets bekendgemaakt over de situatie van deze onderneming.

## Opaia Imobiliária (Vastgoed)
De tweede divisie van Grupo Opaia is het onroerend goed verdeeld in de eenheden Toerisme (Turismo), Landbouw (Agricultura) en van Promotie (Promoção). Het centrum van de activiteiten ligt in de provincie Huambo.

### Hotel Ekuikui
Het Hotel Ekuikui in de stad Huambo was het eerste hotelproject van een netwerk van 20 hotels van de holding, gericht op klanten van het hogere segment. Het hotel zou officieel worden geopend in augustus 2012 met de naam van een oude koning van Huambo en heeft vier sterren. De capaciteit is 80 kamers en het project ontving een investering van 12 miljoen dollar gefinancierd door de bank BAI. Het doel is de realisatie van een hotel in elke provincie. ‘Als alles goed gaat hebben we plannen om dit model uit te breiden naar andere landen zoals Brazilië en Mozambique. We zijn bezig met het uitnodigen van de bank en enkele nationale en internationale investeerders om zich bij dit project aan te sluiten’, aldus Agostinho Kapaia in een interview in juni 2012.
De ontwikkeling van het bedrijf Opaia Turismo gebeurd in een beginperiode van het masterplan ontworpen door de provinciale directie van Handel, Hotelwezen en Toerisme dat 116 punten van toeristisch belang markeerde in de gemeenten van de provincie om te herwinnen en exploiteren tot 2017. Het hoofd van de provinciale directie onthulde in september 2012 aan ANGOP dat het de groei van het hotelketen als positief beschouwde, met de opkomst van hotels en restaurants in alle gemeenten van deze regio. Op die datum waren er 926 kamers en meer dan 1.201 bedden beschikbaar in de sector in Huambo.

### Foz do Kwanza (Riviermonding van de Kwanza)
Foz do Kwanza is gepland om een resort van Opaia Toerisme te zijn, zich bij Barra do Kwanza bevindend in de monding van de rivier de Kwanza ten zuiden van de hoofdstad Luanda, aan de kust aan de zuidoostkant van de rivier op een gebied van zeven hectares. De wettelijke documentatie, het ondernemingsplan en de haalbaarheidsstudie waren in het bezit van het bedrijf in juni 2012, terwijl er in die tijd nog werd gewacht op de entree van partners.

### Opaia Agricultura (Landbouw): Agripaia Agropecuária (Landbouw en Veeteelt)
De tweede sectie van Opaia Vastgoed is Opaia Landbouw met het bedrijf Agripaia Agropecuária, eigenaar van een gebied van 600 hectares op de Boerderij Chipipa op de rand van de stad Huambo. Het bedrijf wil een uitvoering dat groot succes had in koloniale tijden in de Angolese landbouw opnieuw oppakken en ook bijdragen aan de verlaging van hoge prijzen in de binnenlandse markt, welk hoogst afhankelijk is van import van voedselproducten met hoge belastingen. Het was ‘een innovatief project’ in de fruitkwekerij, schapenfokkerij en graanteelt, waarin twee miljoen dollar werd geïnvesteerd. Een Braziliaanse beheerder werd gecontracteerd om te helpen in de voorbereiding van de landen en in de koop van machines. In juni 2012 wachtte het bedrijf nog op een antwoord van de Banco de Desenvolvimento de Angola (Ontwikkelingsbank van Angola, BDA) voor de aanvraag van een financiering van zes miljoen dollar.
De tak van de agrarische sector is veelbelovend, maar niet gemakkelijk. De productie voorziet de eigen markt nog niet, waardoor Angola afhankelijk is van import en dat is een reden waardoor prijzen erg hoog zijn. Maar het vermogen is enorm: documenten van de Verenigde Naties en een project van leerlingen van de Tsjechische Universiteit van Levenswetenschappen noemen (berekend) nummers van 35 tot 67 miljoen hectares geschikt voor landbouw in Angola, waarvan relatief weinig in regelmatig gebruik zijn. Dit project zou kunnen bijdragen aan de nationale productie en werk kunnen creëren. De soba (stamhoofd) en zijn zonen werkten ook op de boerderij. In dit opzicht is het project in de eerste plaats sociaaleconomisch omdat winstgevendheid nog niet gegarandeerd is.

### Opaia Promoção (Promotie)
De laatste eenheid van Opaia Vastgoed is Opaia Promotie dat een logistiek project en een bedrijf bevat. Ook wel Opaia Logistiek (Logística) genoemd, heeft het ruimten voor opslag in streken voorbij de provinciegrens van Huambo in Moxico en Zaire, voor eigen gebruik en om te verkopen en verhuren.

### Centro Logístico de Belém (Logistiek Centrum van Belém)
Het Logistiek Centrum van Belém zal worden gelegen in Belém in het noorden van de provincie Huambo, dicht bij de provincies Kwanza-Sul en Bié, in het centrum van Angola. Het zal worden gevormd door 12 pakhuizen een grote commerciële ruimte voor winkels. Met deze plaats verwacht men een belangrijke tussenpost van distributie te worden. In een interview in juni 2012 voor het blad Exame legde Agostinho Kapaia uit dat het terrein al verworven was en dat ze wachtten op de vergunningen. De constructie zou beginnen in 2013.

### Ovikuata
Ovikuata is een bedrijf dat opgezet werd om vastgoed op de markt te brengen. In de maand november 2012 was er nog geen verdere informatie beschikbaar over investeringen van de organisatie.

## Opaia Investimento (Investeringen)
De derde afdeling van de Opaia Groep is Opaia Investeringen, verdeeld in twee eenheden: Opaia Incubadora en Opaia Financiële Investeringen (Investimentos Financeiros), die elk twee initiatieven hebben. Door middel van financiële investeringen wil het handel winnen en voortbrengen en nieuwe banen opwekken.

### NBASIT / Novabase
NBASIT is een bedrijf gericht op technologische oplossingen voor ondernemingen, in de volgende sectoren: bankwezen, telecommunicatie, energie en ook transport. Het voorziet in intelligente infrastructuur, data centres, consultatie in processen, informatietechnologie, kaartverkoop systemen en meer. Het kantoor werd geopend in Luanda in oktober 2010, als resultaat van een samenwerking tussen het gerenommeerde Portugese bedrijf Novabase en het Angolese bedrijf Microcenter van António Mosquito, die elk 50 procent in bezit hadden. Het is Microcenter waarvan Grupo Opaia gedeeld eigenaar is. Miguel Vicente begon als uitvoerend bestuurder van het nieuwe bedrijf. De brochure van Opaia wijst erop dat NBASIT er is om startups bij te staan, dat zijn nieuwe ondernemersprojecten met innovatieve en originele karakteristieken. De steun aan nieuwe ondernemers in het maken van ondernemersplannen en in het zoeken van financiering is een andere taak die het bedrijf uit wil voeren. De president van Novabase Luís Paulo Salvado zei in 2009 dat hij in het potentieel van de Angolese markt de mogelijkheid zag om NBASIT leider te laten worden binnen enkele jaren. Wat betreft het partnerschap, de twee ontwikkelden al andere projecten in die tijd.
Het startkapitaal was een half miljoen dollar, gaf Salvado te kennen aan de pers bij de opening in Luanda. Een hoeveelheid die verhoogd kon worden door de groei in de markt. De eigen Novabase ontstond in 1989 in Portugal en is genoteerd op de beurs Euronext Lissabon sinds 2000, een ervaring ontwikkelend door de jaren en in 2009 behaalde het een winst van 241 miljoen euro (342 miljoen dollar) door handel in 28 landen. Angola was een nieuwe prioriteit en met ongeveer 20 medewerkers ging NBASIT 300 duizend dollar investeren in opleidingen, met de wens om een handelsvolume van minstens 10 miljoen dollar te behalen voor het eind van 2010. De afnemers in die tijd waren Unitel, Movicel, Zap, Multitel, BAI, Millennium, Atlântico en BESA onder anderen. De broer van President Kapaia, Aires Kapaia werkt ook in de holding en had al met hem gewerkt als technicus bij Novabase.

### Ever It
Een andere partner van Grupo Opaia is Ever IT, dat zich toelegt op het toepassen van de systemen van informatietechnologie in bedrijven. Het werkt aan programmering en onderhoud van informatiesystemen en licentieovereenkomsten van softwareproducten.

### Opaia Investimentos Financeiros (Financiële Investeringen)
Het tweede deel van Opaia Investeringen is Financiële Investeringen, actief op de gebieden van Onderwijs en Banken. Het is gericht op het zoeken van financiering (ook voor de Angolese staat) en regelt de financiële verplichtingen en bezittingen van de groep. Een belangrijk kantoor op deze gebieden bevindt zich in Miami.

### Educação (Onderwijs)
Grupo Opaia heeft een deelname van 30 % aan de Escola Técnica Superior da Administração Pública (Technische Hogeschool voor Openbaar Bestuur, ETSAP), en 30 % aan de Instituto de Formação Pública e Administrativa (Instituut voor Publieke en Administratieve Opleiding, I.F.P.A.). ETSAP is bestemd voor de opleiding van het middenkader en voor technisch-professioneel onderwijs. Deze school staat in Luanda en opent in 2013 in samenwerking met Braziliaanse universiteiten. Het kantoor in São Paulo (Brazilië) is er om deze verbinding te behandelen.

### Banca (Bank)
Deze financiële dienst heeft eigen middelen om te functioneren als een oplossing in steun van banken. Het is gefocust op de meest hulpbehoevenden volgens de brochure van de Groep, om zo de lokale economieën te verbeteren.

## Opaia Serviços (Diensten)
Het laatste werkterrein van Opaia is Diensten en deze wil de gebieden regelen van administratief en operationeel beheer van bedrijven van de groep en van externe cliënten.

### Opaia Distribuição (Distributie)
Opaia Distribuição is het onderdeel dat verantwoordelijk is voor de distributie van producten van de Groep en van externe klanten en het is gepland om in eigen winkels aanwezig te zijn in 15 provincies aan het einde van 2013.

### M. Katur Housing and Cars
M. Katur is de onderneming van vervoer en verhuur van voertuigen gestationeerd in Luanda sinds 2008, bezit van de Opaia Groep. Het heeft de intentie om mobiliteit van transport aan Angolezen te geven, maar vooral ook aan mensen uit het buitenland. Het kan ook huisvesting voor hen regelen. In deze zin werd de verbintenis gemaakt met de hotelmarkt en het toerisme in Angola.

### Opaia Europa
Opaia Europa in Lissabon heeft als doel om (human) resources en oplossingen te zoeken in de hele wereld voor de ontwikkeling van haar handel en ook worden hier de kansen voor investeringen buiten Angola beoordeeld. Het kantoor wordt beheerd door de vicepresident van de Groep Luís Dias die zich boven alles richt op de controle van beheer, handel en rekrutering.

## Sponsorschap
In mei 2012 werd een akkoord getekend voor het sponsorschap door het Angolees Paralympisch Comité (CPA) met Grupo Opaia. De Groep gaat de CPA voor vier jaren sponsoren, met een jaarlijks bedrag van 30 duizend dollar. Dit gebeurde in het Centro de Conferências de Belas (Conferentiecentrum van Belas) in Luanda.